# Центар за ментално здравље
Центар за ментално здравље је локална организација, делимично фундирана и регулисана од стране вишег нивоа власти, која обезбеђује спектар психијатријских и социјалних услуга локалном становништву. То укључује пријем, отпуст, парцијалну хоспитализацију, хитне услуге, програме за старе и децу, кућне посете, скрининг, пострехабилитациону бригу као и програме за особе које злоупотребљавају алкохол и друге супстанце.